# Skeleton-Nordamerikacup 2017/18
Die Saison 2017/18 war die 18. Saison vom Skeleton-Nordamerikacup, welcher von der IBSF organisiert und ausgetragen wird. Diese Rennserie gehört gemeinsam mit den Intercontinentalcup 2017/18 und den Europacup 2017/18 den Unterbau des Weltcups 2017/18. Die Ergebnisse der acht Saisonläufe an zwei Wettkampforten flossen in das IBSF-Skeleton-Ranking 2017/18 ein.
Bei den Frauen sicherte sich die US-Amerikanerin Kelly Curtis den Sieg in der Gesamtwertung vor der Kanadierin Grace Dafoe. Den dritten Platz belegte Kristen Hurley aus den Vereinigten Staaten. Bei den Männern sicherte sich der US-Amerikaner Austin Florian den ersten Platz in der Gesamtwertung vor seinen Teamkollegen Andrew Blaser. Den dritten Platz belegte der Japaner Katsuyuki Miyajima. Damit konnten erneut bei den Männern als auch bei den Frauen eine Person aus den Vereinigten Staaten die Gesamtwertung gewinnen, zuletzt gelang das vor 13 Jahren in der Saison 2004/05.

## Frauen

### Veranstaltungen
| Datum             | Ort         | 1. Platz         | 2. Platz         | 3. Platz         |
| ----------------- | ----------- | ---------------- | ---------------- | ---------------- |
| 4. November 2017  | Whistler    | Kelly Curtis     | Samantha Culiver | Veronica Day     |
| 5. November 2017  | Whistler    | Grace Dafoe      | Samantha Culiver | Lee Jeong-hyeok  |
| 12. November 2017 | Calgary     | Veronica Day     | Kelly Curtis     | Asuka Noguchi    |
| 13. November 2017 | Calgary     | Veronica Day     | Kelly Curtis     | Long Chengfeng   |
| 28. November 2017 | Park City   | Lanette Prediger | Jeong Sophia     | Yang Danxia      |
| 29. November 2017 | Park City   | Jeong Sophia     | Yang Danxia      | Long Chengfeng   |
| 11. Januar 2018   | Lake Placid | Kelly Curtis     | Kristen Hurley   | Simidele Adeagbo |
| 12. Januar 2018   | Lake Placid | Kristen Hurley   | Kelly Curtis     | Simidele Adeagbo |

### Gesamtwertung
| Rang | Pilotin             | Pilotin             | Whistler         | Whistler         | Calgary           | Calgary           | Park City         | Park City         | Lake Placid     | Lake Placid     | Punkte |
| Rang | Name                | Land                | 4. November 2017 | 5. November 2017 | 12. November 2017 | 13. November 2017 | 28. November 2017 | 29. November 2017 | 11. Januar 2018 | 12. Januar 2018 | Punkte |
| ---- | ------------------- | ------------------- | ---------------- | ---------------- | ----------------- | ----------------- | ----------------- | ----------------- | --------------- | --------------- | ------ |
| 01   | Kelly Curtis        | Vereinigte Staaten  | 01               | 07               | 02                | 02                | 05                | 04                | 01              | 02              | 478    |
| 02   | Grace Dafoe         | Kanada              | 04               | 01               | 05                | 06                | 07                | 09                | 07              | 05              | 365    |
| 03   | Kristen Hurley      | Vereinigte Staaten  | 09               | 06               | 10                | 09                | 14                | 16                | 02              | 01              | 324    |
| 04   | Melissa-Kate Gagnon | Kanada              | 10               | 08               | 09                | 08                | 13                | 15                | 05              | 06              | 271    |
| 05   | Veronica Day        | Vereinigte Staaten  | 03               | 04               | 01                | 01                | –                 | –                 | –               | –               | 255    |
| 06   | Asuka Noguchi       | Japan               | 05               | 05               | 03                | 04                | 15                | 07                | –               | –               | 255    |
| 07   | Lee Jeong-hyeok     | Südkorea            | 06               | 03               | 04                | 05                | 08                | 13                | –               | –               | 252    |
| 08   | Wu Xinwei           | Volksrepublik China | 08               | 09               | 06                | 07                | 10                | 08                | –               | –               | 216    |
| 09   | Samantha Culiver    | Vereinigte Staaten  | 02               | 02               | –                 | –                 | 06                | 05                | –               | –               | 215    |
| 10   | Long Chengfeng      | Volksrepublik China | –                | –                | 08                | 03                | 04                | 03                | –               | –               | 196    |

## Männer

### Veranstaltungen
| Datum             | Ort         | 1. Platz             | 2. Platz             | 3. Platz           |
| ----------------- | ----------- | -------------------- | -------------------- | ------------------ |
| 4. November 2017  | Whistler    | Joseph Luke Cecchini | Austin Florian       | Ronald Auderset    |
| 5. November 2017  | Whistler    | Katsuyuki Miyajima   | Austin Florian       | Ronald Auderset    |
| 12. November 2017 | Calgary     | Jung Seung-gi        | Austin Florian       | Andrew Blaser      |
| 13. November 2017 | Calgary     | Jung Seung-gi        | Austin Florian       | Andrew Blaser      |
| 28. November 2017 | Park City   | John Farrow          | Katsuyuki Miyajima   | Andrew Blaser      |
| 29. November 2017 | Park City   | John Farrow          | Andrew Blaser        | Katsuyuki Miyajima |
| 11. Januar 2018   | Lake Placid | Austin Florian       | Joseph Luke Cecchini | Andrew Blaser      |
| 12. Januar 2018   | Lake Placid | Joseph Luke Cecchini | Austin Florian       | Andrew Blaser      |

### Gesamtwertung
| Rang | Pilotin                  | Pilotin            | Whistler         | Whistler         | Calgary           | Calgary           | Park City         | Park City         | Lake Placid     | Lake Placid     | Punkte |
| Rang | Name                     | Land               | 4. November 2017 | 5. November 2017 | 12. November 2017 | 13. November 2017 | 28. November 2017 | 29. November 2017 | 11. Januar 2018 | 12. Januar 2018 | Punkte |
| ---- | ------------------------ | ------------------ | ---------------- | ---------------- | ----------------- | ----------------- | ----------------- | ----------------- | --------------- | --------------- | ------ |
| 01   | Austin Florian           | Vereinigte Staaten | 02               | 02               | 02                | 02                | 05                | 06                | 01              | 02              | 485    |
| 02   | Andrew Blaser            | Vereinigte Staaten | 07               | 08               | 03                | 03                | 03                | 02                | 03              | 03              | 414    |
| 03   | Katsuyuki Miyajima       | Japan              | 04               | 01               | 04                | 04                | 02                | 03                | –               | –               | 345    |
| 04   | Mark Lynch               | Kanada             | 05               | 04               | 05                | 14                | 10                | 11                | 04              | 11              | 306    |
| 05   | Joel Seligstein          | Israel             | 13               | 07               | 07                | 05                | 13                | 12                | 10              | 09              | 267    |
| 06   | Nicholas Adam Rettenmyer | Italien            | 11               | 09               | 08                | 10                | 18                | 09                | 07              | 06              | 260    |
| 07   | Jung Seung-gi            | Südkorea           | –                | –                | 01                | 01                | 07                | 04                | –               | 09              | 238    |
| 08   | Austin McCrary           | Vereinigte Staaten | 06               | 05               | 06                | 06                | 11                | 14                | –               | –               | 219    |
| 09   | Joseph Luke Cecchini     | Italien            | 01               | –                | –                 | –                 | –                 | –                 | 02              | 01              | 215    |
| 10   | Jeff Bauer               | Luxemburg          | 15               | 15               | 13                | 16                | 16                | 16                | 14              | 13              | 180    |